# Онаболу, Айна
Айна Онабо́лу (англ. Aina Onabolu, 13 сентября 1882, Иджебу-Оде — 1963) — нигерийский живописец первой половины — середины XX века, опиравшийся на европейские традиции, создатель и основоположник профессиональной живописи Нигерии и инициатор создания системы художественного преподавания в Нигерии. Согласно советскому искусствоведу Николаю Евграфовичу Григоровичу: «По-видимому, первый профессиональный живописец Африки».

## Биография
Родился 13 сентября 1882 года в Иджебу-Оде. Начал писать с 1900 года. Оставался в течение долгих лет художником-самоучкой, потому что в Нигерии не было формального обучения искусству. Учился по европейским учебникам и журналам. В возрасте сорока с лишним лет получил стипендию от Колониальной Нигерии и был отправлен учиться в Англию, где пробыл около трёх лет. Учился в 1920—1922 гг. в Художественной школе в Сент-Джонс-Вуд в Лондоне, затем в академии Жюлиана в Париже. После получения диплома по изобразительному искусству вернулся в Нигерию. Роль Онаболу в истории нигерийского искусства определяется не столько его живописью, но прежде всего тем, что он был одним из инициаторов организации преподавания в средней школе искусств и художественных ремёсел. Преподавал в средних школах. Онаболу стремился помочь своим студентам понять технические аспекты искусства. Он сделал акцент на теории о перспективе, пропорциях, цвете и светотени, и получил прозвище Мистер Перспектива в Лагосе, а также репутацию, благодаря которой впоследствии был признан отцом современного нигерийского искусства.
Первые профессиональные художники, получившие западное образование, появились в стране в 20—30-е годы XX века. С тех пор в изобразительном искусстве стали развиваться два основных направления (в рамках которых ныне существует много разных школ и течений): ориентация на национальные традиции (в колониальное время его возглавили художники Уче Океке и Кеннет Мюррей), второе — за становление национального художественного творчества в русле западноевропейского академизма (его поборником был Айна Онаболу). Впервые высшая художественная школа была открыта в 1953 году в Зариа при Нигерийском колледже искусства, науки и техники. С начала 50-х годов в стране в стране при участии колониальных чиновников стали проводиться региональные фестивали искусств с целью популяризации работ нигерийских художников.
Согласно советскому искусствоведу Николаю Евграфовичу Григоровичу, творчество Онаболу сформировалось в основном под воздействием европейского академизма. Об этом свидетельствуют портреты и жанровые композиции художника, выполненные с исключительной добросовестностью, профессионально грамотные, но художественно маловыразительные. Его деятельность проходила преимущественно в те годы, когда в Африке еще почти не было художников европейского типа. Работал он большей частью в технике масляной живописи и пастели, реже — акварели и гуаши. Писал преимущественно реалистичные портреты, в том числе многих известных деятелей Нигерии. Произведения: «Портрет О. Олуволе» (1925), «Портрет С. Соваж» (Portrait of Lady Spencer Savage, акварель, 1960), «Обнажённая» (пастель, 1940).